# Fat Princess Adventures
Fat Princess Adventures ist ein Action-Rollenspiel für PlayStation 4 und der Nachfolger von Fat Princess. Das Spiel weltweit am 5. Dezember 2015 raus.

## Spielprinzip
Im Gegensatz zu seinem Vorgänger ist Fat Princess Adventures ein Action-Rollenspiel für bis zu vier Spieler. Der Spieler kann jederzeit zwischen vier Charakterklassen wechseln. Das wäre der Krieger, Magier, Bogenschütze und Ingenieur. Jeder von den Charakterklassen besitzt ihre eigene Fähigkeit. An bestimmten Stellen dienen die Prinzessinnen, die man im Spiel rettet als Unterstützer-Charakter, der dem Spieler hilft.

## Rezeption
Fat Princess Adventures erhielt durchschnittliche bis gute Kritiken. Laut Metacritic bekam das Spiel 63 von 100 Punkten. Bei GameRankings hielt das Spiel 65,83 %. Mark Steighner von Hardcore Gamer gab dem Spiel 4 von 5 Punkten. Chris Carter von Destructoid bewertete das Spiel mit 7/10 Punkten und sagte, dass Fat Princess Adventures eine angenehme Ablenkung für Hardcore-Fans des Action-Rollenspiel-Genre ist.